# Tabanus oviventris
Tabanus oviventris är en tvåvingeart som beskrevs av Schuurmans Stekhoven 1926. Tabanus oviventris ingår i släktet Tabanus och familjen bromsar. Inga underarter finns listade i Catalogue of Life.